# تاریخ برمکیان
تاریخ برمکیان کتابی از صادق سجادی است که در سال ۱۳۸۵ منتشر و در مراسم کتاب سال جمهوری اسلامی ایران به‌عنوان کتاب برگزیده معرفی شد.

## محتوا
کتاب شامل دو بخش است: بخش اول، اثری تالیفی است که به تاریخ برمکیان مربوط می‌شود و نگارشش حدود دو سال طول کشیده‌است، چون اثر مکتوبی از آن دوران باقی نمانده‌است. بخش دوم کتاب، تصحیح رساله‌ای است به‌نام اخبار برامکه که نگارنده نسخه‌هایش را از سن‌پترزبورگ، از دانشگاه پنجاب و یک نسخه هم از کتابخانه ملی در تهران تهیه کرده‌است.